# Кључ (ТВ емисија)
Кључ је била недељна панелна емисија која је емитована од 2004. до 2009. године на Радио-телевизији Србије. Приредила је Наташа Миљковић, дебитантска емисија 20. маја 2004. Истраживао је једно питање за епизоду са панелом релевантних гостију.
Кључ је емитован четвртком за првих деветнаест епизода пре него што се преселио у понедељак у 22 сата 22. новембра 2004. године.
После непрестане бежичне емисије за 4 и по ТВ сезоне, након емитовања епизоде 19. јануара 2009, отишла је на кратко време. Враћао се два месеца касније у петак, 13. марта 2009. године на нови дан у недељи. После десет епизода у новом временском терминалу, отишао је из ваздуха за летњи одмор и никада се није вратио због трудноће Наташе Миљковић. Последња епизода је емитована 29. маја 2009. године.
Након повратка са породиљског одсуства, Миљковић се преселила на нови посао у РТС-у, где је била домаћин њиховом дневном "Јутарњем програму".